# In Ghar
In Ghar (em árabe: إن غار) é uma comuna localizada na província de Tamanghasset, Argélia. Sua população estimada em 2008 era de 11 225 habitantes.